# Luke Pritchard
Luke Pritchard (Worthing, 2 marzo 1985) è un cantante e chitarrista britannico.
È attualmente il cantante e chitarrista della indie band inglese The Kooks.

## Biografia
Pritchard nasce a Worthing, West Sussex, ma cresce a Clapham, Londra. Suo padre, il musicista Bob Pritchard, morì di cancro quando Luke aveva solo tre anni. Adottato da un altro uomo, Luke ha frequentato la Bedales School, la Brit School of Performing Art and Technology e il Brighton Institute of Modern Music, dove ha conosciuto gli altri componenti della band, fondata nel 2003.
Nel 2009 è stato fidanzato con l'attrice Mischa Barton. Rotta la relazione con l'attrice, Luke si mostra ai riflettori con la modella Suki Waterhouse. Per quanto riguarda altre curiosità Luke Pritchard è un grande fan di Bob Dylan, Rolling Stones, Beatles e Lou Reed; inoltre mostra un certo interesse per la musica dance pop. All'età di 16 anni compose il famoso brano "Naive" e pochi anni dopo scrisse "Ooh La" (dedicata alla giovane modella Audrey Lindvall, scomparsa qualche mese prima all'età di soli 23 anni) e "Time Awaits".